# Google Charts
Google Charts – API firmy Google pozwalające tworzy dynamiczne wykresy na stronach WWW z dowolnych danych. Licencja pozwala na wykorzystanie narzędzia do dowolnych celów (również komercyjnych), bez ograniczonego transferu.
Link z odpowiednimi parametrami zwraca obrazek – wykres w formacie PNG.